# Robert H. Dennard
Robert Dennard (Terrell, 5 de setembro de 1932) é um engenheiro e inventor estadunidense.